# رشغوند
رشغوند هي قرية في مقاطعة أشنوية، إيران. يقدر عدد سكانها بـ 228 نسمة بحسب إحصاء 2016.